# Yayladere
Yayladere là một huyện thuộc tỉnh Bingöl, Thổ Nhĩ Kỳ. Huyện có diện tích 430 km² và dân số thời điểm năm 2007 là 2087 người, mật độ 5 người/km².